# Miernik dobrobytu ekonomicznego
Miernik dobrobytu ekonomicznego Nordhausa i Tobina (ang. Measure of Economic Welfare, MEW) – miernik dobrobytu ekonomicznego, szacujący pieniężny poziom dobrobytu, skonstruowany w 1972 roku przez amerykańskich ekonomistów Williama Nordhausa i Jamesa Tobina.

## Obliczanie MEW
Proces liczenia MEW składa się z dwóch etapów:
1. Podział PKB na trzy elementy:
- Wydatki konsumpcyjne (które stanowią właściwy MEW)
- Wydatki inwestycyjne (w tym rządowe i prywatne wydatki na oświatę, ochronę zdrowia czy zakup dóbr konsumpcyjnych trwałego użytku, ponieważ podnoszą one jakość kapitału ludzkiego i w długim okresie produktywność gospodarki, służą zaspokojeniu potrzeb przyszłych, a nie bieżących)
- Wydatki instrumentalne (np. nakłady na utrzymanie rządu, administracji rządowej, bezpieczeństwa publicznego, ochronę środowiska przyrodniczego i środowiska człowieka a także wydatki związane z działalnością zawodową i dojazdami do pracy) połączone z tzw. nieuniknionymi stratami (np. obrona narodowa, utrzymywanie prestiżu państw zagranicą przez utrzymanie służb zagranicznych i dyplomatycznych czy badania kosmiczne, koszty związane z negatywnymi skutkami urbanizacji). Wydatki te zostały uznane za całkowicie niezależne od preferencji konsumentów, a ich związek z poziomem zaspokojenia potrzeb za odległy i wątpliwy.

2. Określenie elementów uznawanych za korzyści: 
- wielkość usług wytwarzanych przez dobra kapitałowe
- wartość czasu wolnego
- szacowana wielkość pracy w gospodarstwie domowym
- wycena pozytywnych efektów zewnętrznych

## MEW a PNB per capita
Użycie MEW znacznie koryguje sens PNB per capita. PNB per capita powinien wzrastać aby dobrobyt się zwiększał, jednak przy wzroście liczby ludności, aby zachować dotychczasowy poziom życia część PNB powinna być reinwestowana. Reinwestowanie części PNB przyczynia się zaś do spadku wartości MEW.